# Academia de España en Roma
La Real Academia de España en Roma es una institución de la Administración General del Estado, fundada en 1873, siendo Nicolás Salmerón el jefe del Gobierno de la Primera República Española. A tenor de su acta fundacional el nuevo centro docente nació bajo unos valores culturales propios en política exterior, para «fomentar el genio nacional ofreciendo» «a nuestros artistas algún campo de estudio, algún lugar de recogimiento y de ensayo, en la ciudad que será eternamente la metrópoli del arte, en Roma». Su origen nace dentro de los ideales de la Ilustración que se encuentra en la Academia Española de Bellas Artes de Roma que estuvo vinculada a la Real Academia de Bellas Artes de San Fernando de Madrid. 
En 2022, fue galardonada con la Medalla de Oro al Mérito en las Bellas Artes que otorga el Ministerio de Cultura de España.

## Historia

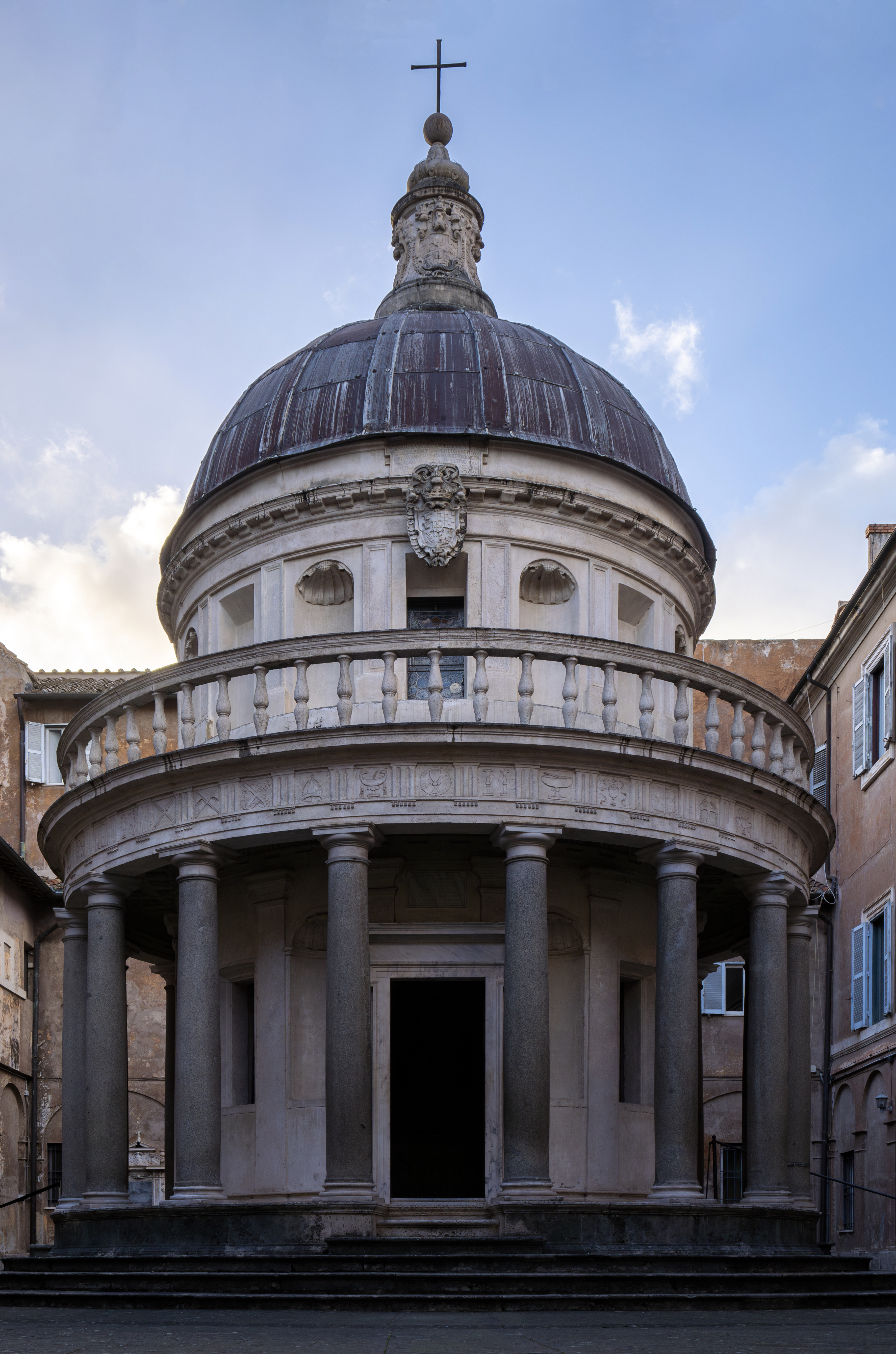
Templete de San Pietro in Montorio, en la Academia.

La Institución es dependiente de la Dirección General de Relaciones Culturales y Científicas del Ministerio de Asuntos Exteriores de España, que tiene como sede definitiva los claustros del antiguo monasterio de San Pietro in Montorio, ordenado construir por los Reyes Católicos entre 1481 y 1500 en la colina del Janículo (en italiano Gianicolo). Se encuentra en el famoso barrio del Trastévere. Sin duda, la obra más célebre de todo el conjunto monacal es el extraordinario «templete de Bramante». Acabadas totalmente las obras de rehabilitación del edificio monacal durante el reinado de Alfonso XII, la Institución Académica fue oficialmente inaugurada en enero de 1881, siendo su primer director el pintor José Casado del Alisal. 
En 1947 tras la Segunda Guerra Mundial, se inicia la reconstrucción del edificio, la modernización del reglamento y del sistema de concesión de becas, que fueron interrumpidas en 1936, cuándo sólo pudieron permanecer los pensionados afines al bando sublevado, hasta reanudar las estancias en 1949. 
Inicialmente los pensionados provenían de disciplinas clásicas como la pintura o la escultura, a las que se fueron añadiendo otras como las de historiadores del arte, museólogos y restauradores o arqueólogos, dirección y técnica teatral o cinematográfica. Las estancias eran de 3 años, pudiendo permanecer dos de ellos fuera de Roma, en otras capitales europeas, si bien en 1973 se redujeron. Además, solía accederse por oposición o bien por cercanía con la dirección; pero en 1973 se fijó el concurso de méritos y se creó un patronato. 
Las becas volvieron a interrumpirse de 1984 a 1987, debido a las obras de rehabilitación. Desde al año 2001, pueden ser becarios los artistas y estudiosos procedentes de países Iberoamericanos. Hoy se ha abierto la Academia a nuevas disciplinas como fotografía, videocreación, gastronomía, arte y nuevas tecnologías, diseño de moda, diseño gráfico, cómic o mediación artística; situando a los becarios de producción en el centro de la institución.

## Convocatoria de becas
Desde 2002 es la Agencia Española de Cooperación Internacional para el Desarrollo (AECID) la institución que cada año convoca las becas para la Academia, en nombre del Ministerio de Asuntos Exteriores, Unión Europea y Cooperación. En 2023 se crearon programas diferenciados para españoles, iberoamericanos y ciudadanos de la Unión Europea (no españoles).

## Galería

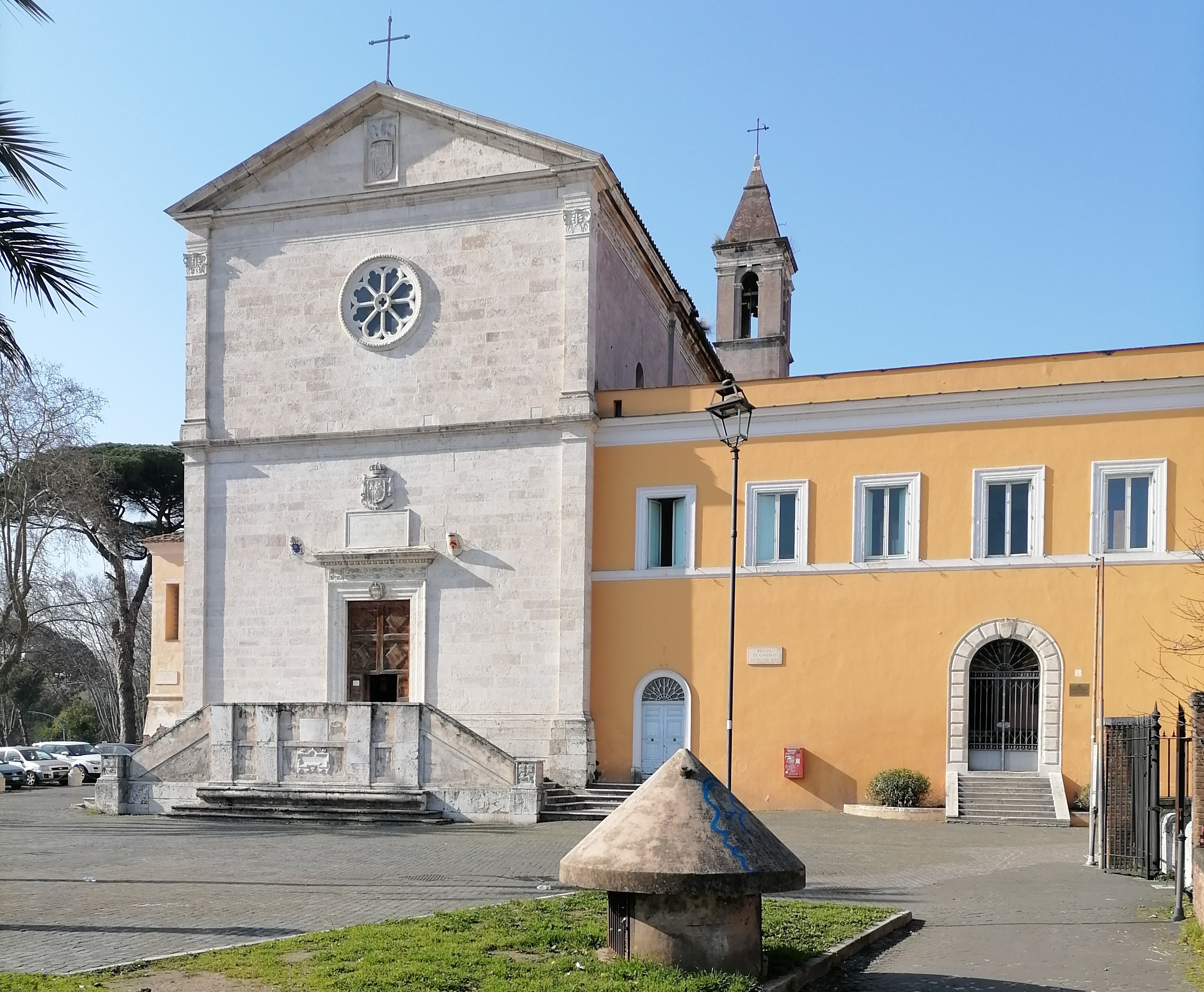
Iglesia de San Pietro in Montorio, y Academia a la derecha.
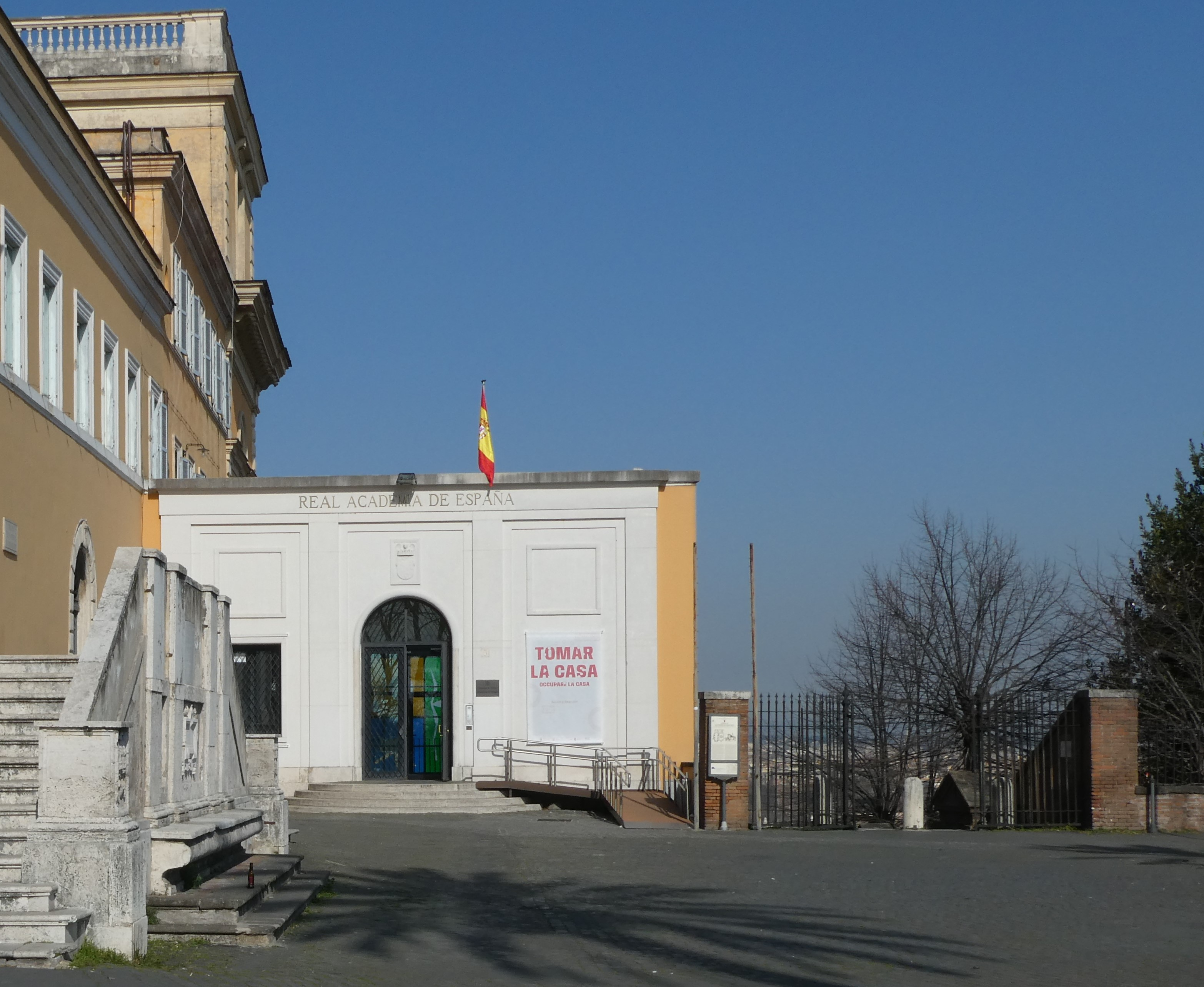
Puerta de entrada.
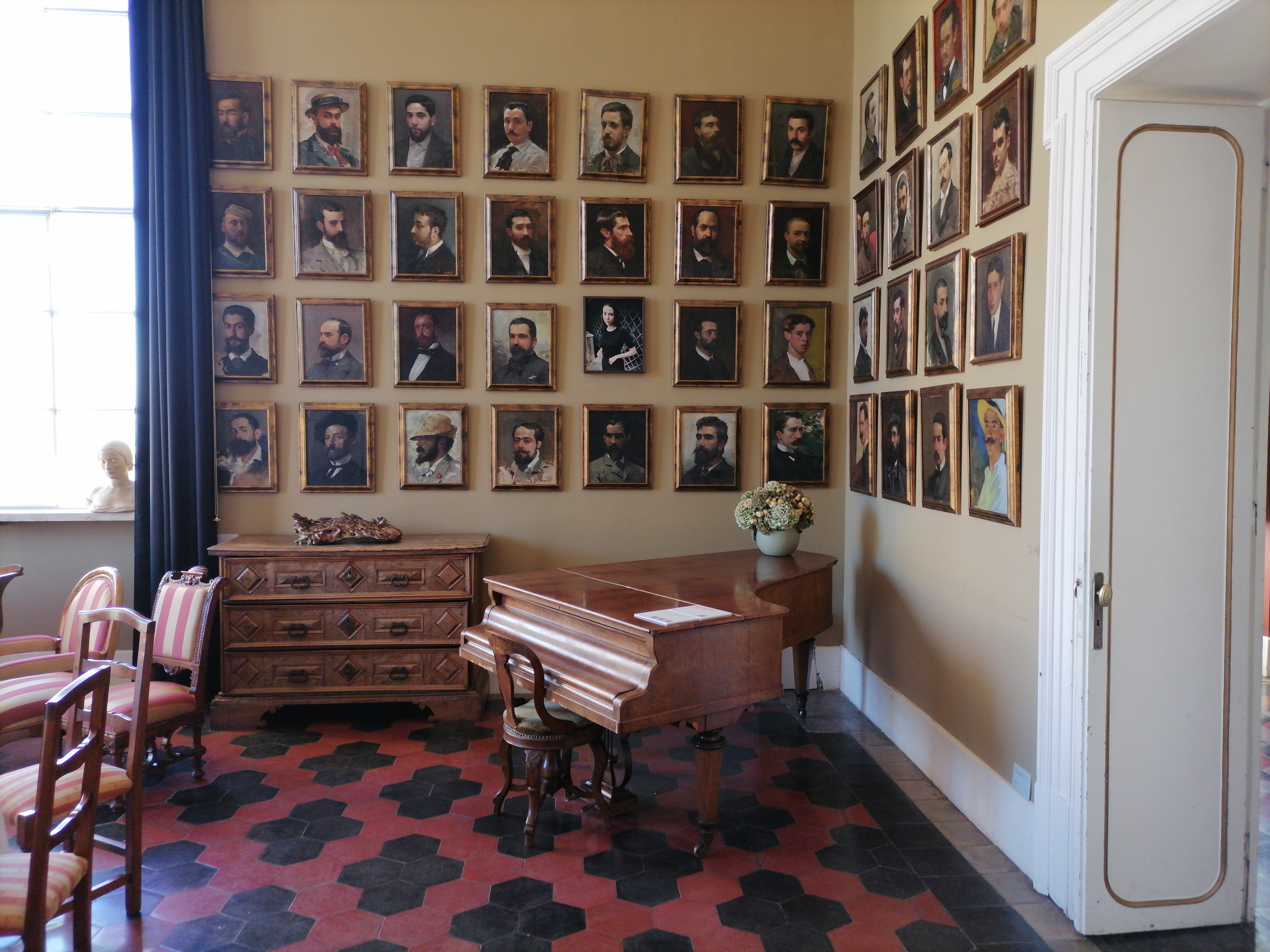
Salón de retratos. Antiguo estudio de los directores.
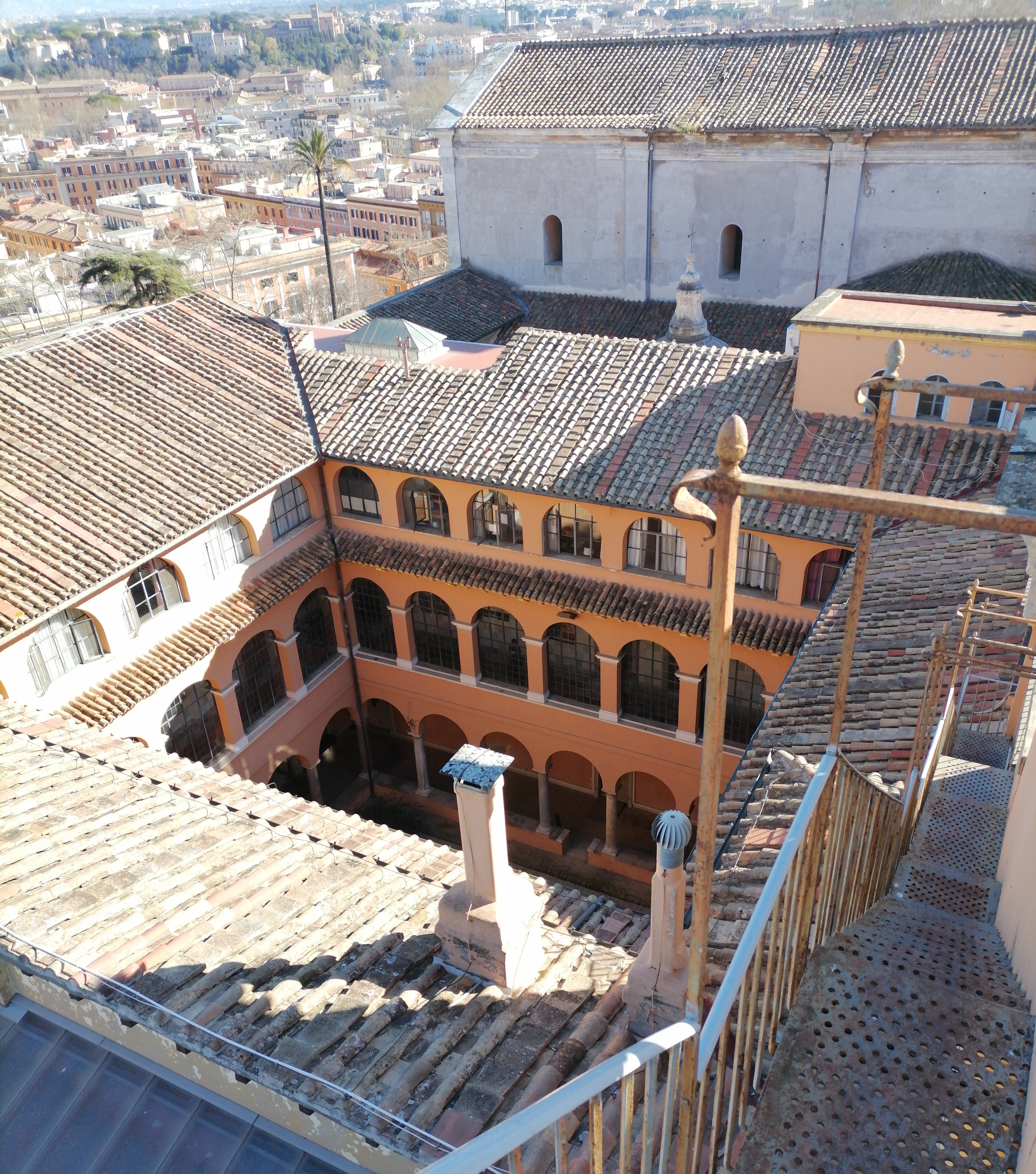
Claustro renacentista.
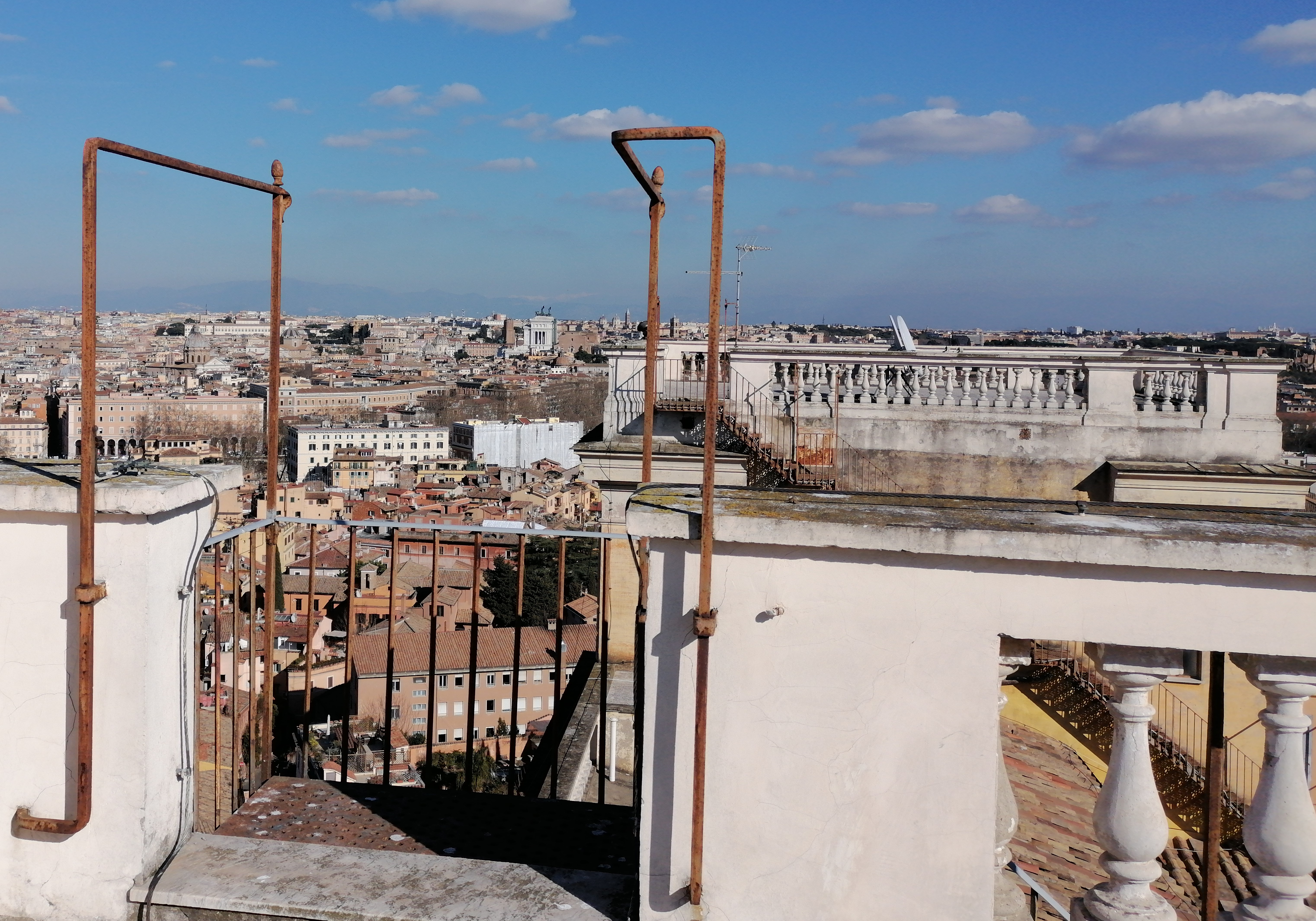
Vista de Roma, desde una azotea de la Academia.

## Histórico de Dirección
| Nombre                                              | Fecha entrada | Fecha Salida |
| --------------------------------------------------- | ------------- | ------------ |
| José Casado del Alisal                              | 1873.         | 1881         |
| Francisco Pradilla Ortiz                            | 1881          | 1882         |
| Vicente Palmaroli González                          | 1882          | 1892         |
| Alejo Vera Estaca                                   | 1892          | 1898         |
| José Villegas Cordero                               | 1898          | 1901         |
| Mariano Benlliure Gil                               | 1902          | 1903         |
| José Benlliure Gil                                  | 1904          | 1912         |
| Eduardo Chicharro Agüera                            | 1913          | 1926         |
| Miguel Blay Fábregas                                | 1926          | 1933         |
| Ramón María del Valle-Inclán                        | 1933          | 1936         |
| Emilio Moya Lledós                                  | 1936          | 1939         |
| Manuel Halcón Villalón-Daoiz                        | 1940          | 1942         |
| Fernando Labrada Martín                             | 1948          | 1952         |
| Juan de Contreras López de Ayala, Marqués de Lozoya | 1953          | 1957         |
| Joaquín Vaquero Palacios                            | 1957          | 1960         |
| Joaquín Valverde Lasarte                            | 1960          | 1967         |
| Antonio Blanco Freijeiro                            | 1967          | 1969         |
| Enrique Pérez Comendador                            | 1969          | 1974         |
| Juan Antonio Morales Ruiz                           | 1974          | 1977         |
| Federico Sopeña Ibáñez                              | 1977          | 1981         |
| Venancio Blanco Martín                              | 1981          | 1985         |
| Trinidad Sánchez Pacheco                            | 1986          | 1990         |
| Jorge Lozano Hernández                              | 1991          | 1996         |
| Felipe Vicente Garín Llombart                       | 1996          | 2002         |
| Juan Carlos Elorza Guinea                           | 2002          | 2005         |
| Rosario Otegui Pascual                              | 2005          | 2008         |
| Enric Panés Calpe                                   | 2009          | 2012         |
| José Antonio Bordallo Huidobro                      | 2012          | 2014         |
| Fernando Villalonga Campos                          | 2014          | 2015         |
| María Ángeles Albert de León                        | 2015          | 2024         |
| María Teresa Méndez Baiges                          | 2025          |              |

## Becarios
Algunos de los becarios de la Academia desde 2009 a 2022: Julia de Castro, Javier Hontoria, Roberto Coromina, Javier Sáez, Nuria Núñez Hierro, Miren Doiz, Javier Arbizu, Los Bravú, Laura F. Gibellini, Miki Leal, Rosalía Banet, Santiago Giralda, Santiago Ydáñez, Gabriela Bettini, Jesús Madriñán, Julia Ramírez Blanco, Carla Berrocal, Juan Zamora, Antoni Abad, Greta Alfaro, Miriam Isasi, Álvaro Ortiz, Fernando Renes, Julio Falagán, Paula Anta, Belén Rodríguez, Julio Galeote, Ángel Masip, Bruno Mesa, Santiago Morilla, Cristina G. Morales, Avelino Sala, Pedro Víllora, Manuel Vilas, Andrea Canepa, Pedro G. Romero, José Ramón Amondarain, Taxio Ardanaz, Marta Ramos-Yzquierdo, Jorge Luis Marzo, Joana Cera, Enrique Radigales, Elo Vega, Carlos Pardo, Natividad Bermejo, Txuspo Poyo, Alán Carrasco, Isaías Griñolo, David Bestué, Àlex Nogué, Mireia C. Saladrigues.
Timoteo Pérez Rubio, Gregorio Prieto, Joaquín Sorolla, María de Pablos Cerezo (primera pensionada de música), Carlota Rosales (hija de Eduardo Rosales), Alejandro Yagüe o el Premio Nacional de Artes Plásticas 2022, Rogelio López Cuenca, son algunos de los residentes históricos de la Academia, entre otros muchos.

## Patronato
Creado en 1973, el patronato incluye a las siguientes personas: 
| Cargo            | Puesto | Nombre |
| ---------------- | --- | --- |
| Presidenta       | Secretaria de Estado de Cooperación Internacional - Ministerio de Asuntos Exteriores, Unión Europea y Cooperación | Eva María Granados Galiano |
| Vicepresidente   | Director de Relaciones Culturales y Científicas AECID - Ministerio de Asuntos Exteriores, Unión Europea y Cooperación | Santiago Herrero Amigo |
| Vocales natos    | Embajador de España en Italia Embajadora de España ante la Santa Sede Director Real Academia de Bellas Artes de San Fernando Subsecretaria de Cultura Director general de Bellas Artes. Ministerio de Cultura. Presidenta del Consejo Superior de Investigaciones Científicas Directora de la Academia de España en Roma Exdirectora de la Academia de España en Roma | Miguel Ángel Fernández-Palacios María Isabel Celaá Diéguez Tomás Marco Aragón María del Carmen Páez Soria Ángeles Albert de León María Eloísa del Pino Matute María Teresa Méndez Baiges |
| Vocales no natos | | Ángela García de Paredes de Falla José Luis Turina de Santos Arantxa Aguirre Carballeira Blanca Muñoz Gonzalo Manuel Borja-Villel Alicia Ventura Bordes Marta Rincón Areitio Carlos Alberdi Alonso Concha Hernández Hernández Secretario del Patronato: Diego Mayoral Gil-Casares (Agencia Española de Cooperación Internacional para el Desarrollo, AECID) |